# Guanciale d'erba
Guanciale d'erba (titolo orig. : 草枕, trascritto col Sistema Hepburn: Kusamakura) è un romanzo dello scrittore giapponese Natsume Sōseki, pubblicato nel 1906.

## Trama
Il libro narra di un giovane artista, pittore e poeta, che si avventura per un ameno sentiero di montagna di un piccolo villaggio giapponese.
Lungo il cammino, in un'atmosfera incantata, incontra viandanti solitari, contadini, paesani, nobili a cavallo e ogni specie d'umanità, finché, sorpreso dalla pioggia, si rifugia in una piccola casa da tè tra i monti. Qui, dalla dolce voce della vecchia tenutaria, apprende la storia della fanciulla di Nakoi, che ebbe la sfortuna di essere desiderata da due uomini e andare in sposa a quello che lei non amava. Il giorno in cui partì, il suo cavallo si arrestò sotto il ciliegio davanti alla casa da tè, e dei fiori caddero qua e là, come macchie sul suo candido vestito.
Come un viandante qualsiasi, col suo guanciale d'erba (insieme, il cuscino di chi va per il mondo e una grande metafora del viaggio di ogni uomo alla ricerca di sé stesso), l'artista raccoglie questa e altre meravigliose storie lungo il suo peregrinare, semplicemente per ubbidire al suo modesto e sublime compito, ossia quello di "rasserenare il mondo e arricchire il cuore degli uomini".

## Edizioni italiane
- Guanciale d'erba, traduzione di Lydia Origlia, Collana 'gli Orientali', Editoriale Nuova, 1983.
- Guanciale d'erba, traduzione di Lydia Origlia, Collana Le Tavole d'oro, Vicenza, Neri Pozza, 2001, ISBN 88-73-05-783-7. - Collana Biblioteca, Neri Pozza, 2005, ISBN 88-545-0045-3; BEAT, 2013, ISBN 978-88-655-9160-4.